# Крейг Сернер
Крейг Браян Сернер (англ. Craig Brian Sarner, нар. 20 червня 1949, Сент-Пол) — американський хокеїст, що грав на позиції крайнього нападника. Грав за збірну команду США.

## Ігрова кар'єра
Професійну хокейну кар'єру розпочав 1972 року.
Протягом професійної клубної ігрової кар'єри, що тривала 10 років, захищав кольори команд «Бостон Брюїнс», «Міннесота Файтінг Сейнтс», «Кельнер Гайє», «Айсберен Берлін», «Давос», «Берн» та «Швеннінгер».
Виступав за збірну США.
Усього провів 7 матчів у НХЛ.
Став срібним призером зимової Олімпіади в 1972 році в Саппоро.